# Charles-Amable de la Tour d'Auvergne Lauraguais
Charles-Amable de La Tour d'Auvergne Lauraguais (Moulins, 6 dicembre 1826 – Bourges, 17 settembre 1879) è stato un arcivescovo cattolico francese.

## Biografia
Figlio di Charles Melchior Philippe Bernard de La Tour d'Auvergne-Lauraguais (1794-1849), barone dell'Impero, marchese di Saint-Paulet e Laurence Marie Louise Félicité, contessa di Chauvigny de Blot, nacque a Moulins il 6 dicembre 1826, il più giovane di tre figli, Godefroi de La Tour d'Auvergne-Lauraguais (1823-1871), il maggiore e Edouard de La Tour d'Auvergne-Lauraguais (1828-1884) più giovane e una figlia, Henriette de La Tour d'Auvergne-Lauraguais (1831-1858).
Fu battezzato dal suo prozio paterno, Hugues de la Tour d'Auvergne-Lauraguais, vescovo di Arras, che favorì molto la sua carriera ecclesiastica. Dopo gli studi al Collège Stanislas di Parigi dal 1836 al 1840, entrò nel seminario minore di Parigi, poi diretto dall'abate Dupanloup e nel 1843 ricevette la tonsura dall'arcivescovo Denis-Auguste Affre. Entrò nel Seminario di San Sulpizio a Parigi nel 1845 e fu infine ordinato sacerdote nella la diocesi di Arras, il 12 agosto 1849 dal cardinale de la Tour d'Auvergne-Lauraguais, suo zio.
Dopo la morte di quest'ultimo nel 1851, Pierre-Louis Parisis, nuovo vescovo di Arras, lo incaricò come vicario generale, carica che ricoprì per sei anni, poi fu nominato uditore della Rota per la Francia con decreto del 26 dicembre 1855.
Dopo sei anni trascorsi a Roma, fu nominato coadiutore dell'arcivescovo di Bourges con decreto imperiale del 6 aprile 1861, confermato da papa Pio IX il 22 luglio successivo e consacrato nella Chiesa di San Luigi dei Francesi dal cardinale Clément Villecourt. Divenne per poco tempo arcivescovo in partibus infidelium di Colossi.
Fu nominato Assistente al Soglio Pontificio il 22 maggio 1862, e nominato cavaliere della legione d'onore il 13 agosto seguente, e poi fu promosso ad ufficiale l'11 agosto 1869. Partecipò al Concilio Vaticano I come padre conciliare. Morì nel suo palazzo arcivescovile il 17 settembre 1879 a Bourges.

## Genealogia episcopale e successione apostolica
La genealogia episcopale è:
- Cardinale Scipione Rebiba
- Cardinale Giulio Antonio Santori
- Cardinale Girolamo Bernerio, O.P.
- Arcivescovo Galeazzo Sanvitale
- Cardinale Ludovico Ludovisi
- Cardinale Luigi Caetani
- Cardinale Ulderico Carpegna
- Cardinale Paluzzo Paluzzi Altieri degli Albertoni
- Papa Benedetto XIII
- Papa Benedetto XIV
- Papa Clemente XIII
- Cardinale Giovanni Francesco Albani
- Cardinale Carlo Rezzonico
- Cardinale Antonio Dugnani
- Arcivescovo Jean-Charles de Coucy
- Arcivescovo Jean-Joseph-Marie-Victoire de Caos
- Cardinale Clément Villecourt

La successione apostolica è:
- Arcivescovo François-Albert Leuillieux (1873)
- Vescovo Guillaume-Marie-Frédéric Bouange (1877)

## Stemma
| Stemma | Blasonatura |
| ------ | --- |
| \| \|  | Charles-Amable de la Tour d'Auvergne Lauraguais Arcivescovo metropolita di Bourges Tripartito: 1 e 4 seminato azzurro con fior d'oro, proveniente dall'antica Francia, alla torre d'argento murata con sabbia, propri di La Tour; 2 ° e 3 ° di rosso alla croce svuotata, incoronata e pomata di 12 palle d'oro, propri di Tolosa; nel complesso, o gonfanone rosso, con le frange verdi, propri di Auvergne |
|        | |